# Szlomo Baczyński
Szlomo Baczyński (zm. w maju 1943 w Warszawie) – żydowski działacz ruchu oporu w getcie warszawskim, uczestnik powstania w getcie warszawskim.
Jeden z najmłodszych członków syjonistycznej organizacji młodzieżowej Ha-Szomer Ha-Cair i Żydowskiej Organizacji Bojowej. Podczas powstania w getcie był żołnierzem w grupie dowodzonej przez Jehoszuę Szlomo Winogrona na terenie szopu Toebbensa i Schultza. 29 kwietnia 1943 wyprowadził kanałami na stronę aryjską około 40 bojowców, a następnie wraz z Reginą Fuden wrócił na teren getta po dwie pozostałe grupy. Okoliczności jego śmierci nie są znane.